# Mário Hipólito
Mário Hipólito   (Luanda, 1 de juny de 1985) és un exfutbolista angolès de la dècada de 2000.
Fou internacional amb la selecció de futbol d'Angola.
Pel que fa a clubs, destacà a Interclube.